# Église Saint-Martin d'Aranvielle
L'église Saint-Martin d'Aranvielle est une église catholique du XVIe siècle située à Loudenvielle, dans le département français des Hautes-Pyrénées en France.

## Localisation
L'église Saint-Martin  est située au hameau et ancienne commune d'Aranvielle actuellement commune de Loudenvielle. Elle surplombe à l’est le lac de Génos-Loudenvielle.

## Historique
L’église a été construite à l’époque romane entre le XIIe siècle et le XIIIe siècle puis reconstruite et modifiée au XVIe siècle.

La sacristie du nord date du XIIe siècle ou XIIIe siècle. La nef a été prolongée vers l’ouest au XVIIIe siècle.

## Architecture
L’église  présente un plan simple : un clocher-mur à deux baies à l’ouest une nef unique voûtée en berceau plein cintre et prolongée par une abside semi-circulaire.

L'église possède un retable derrière le maître-autel.

Sur les piliers des représentations de saints datés du XVIe siècle sont attribués à  Melchior Rodiguis.

## Galerie de photos

Sélection de vues diverses
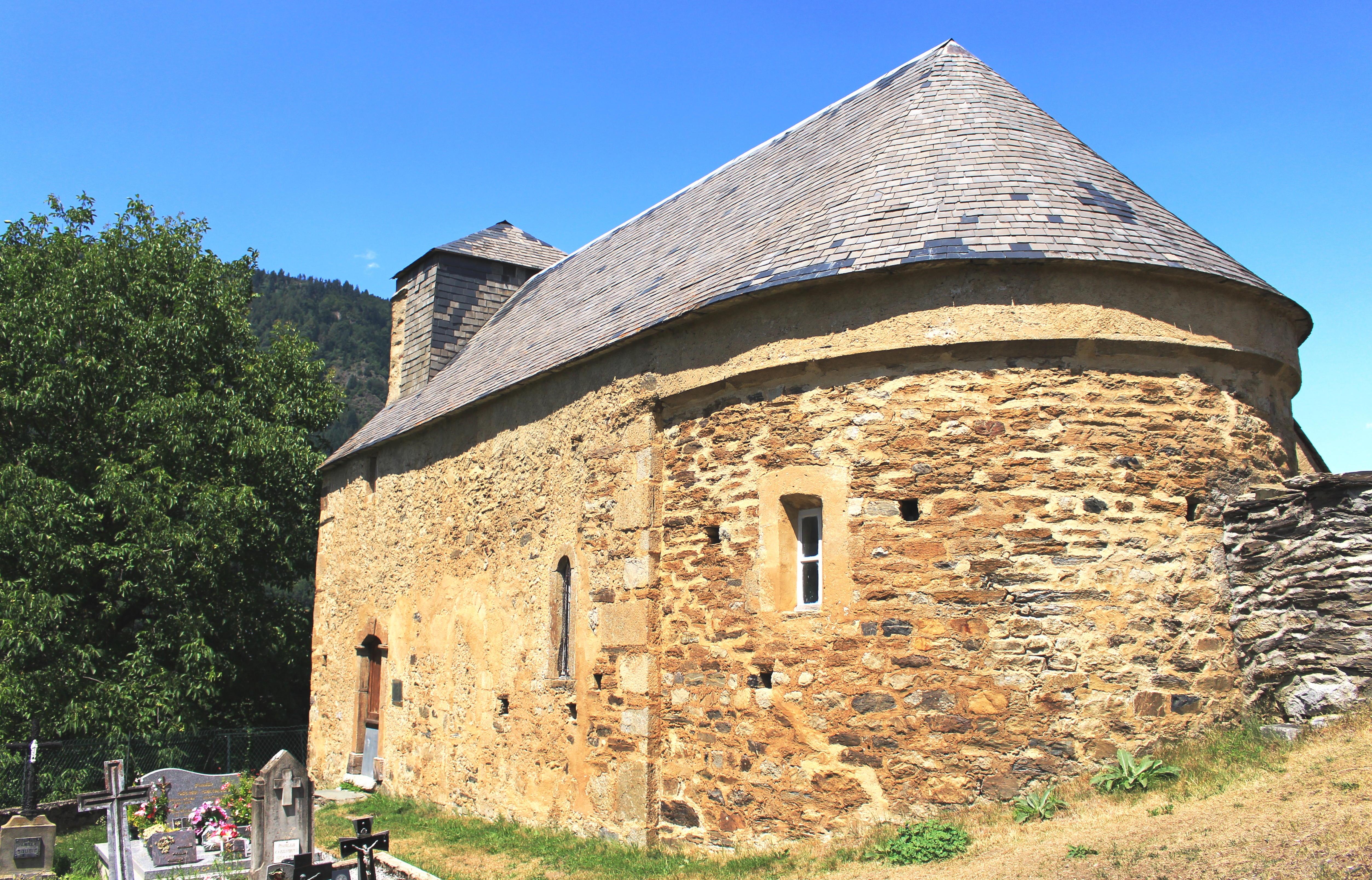
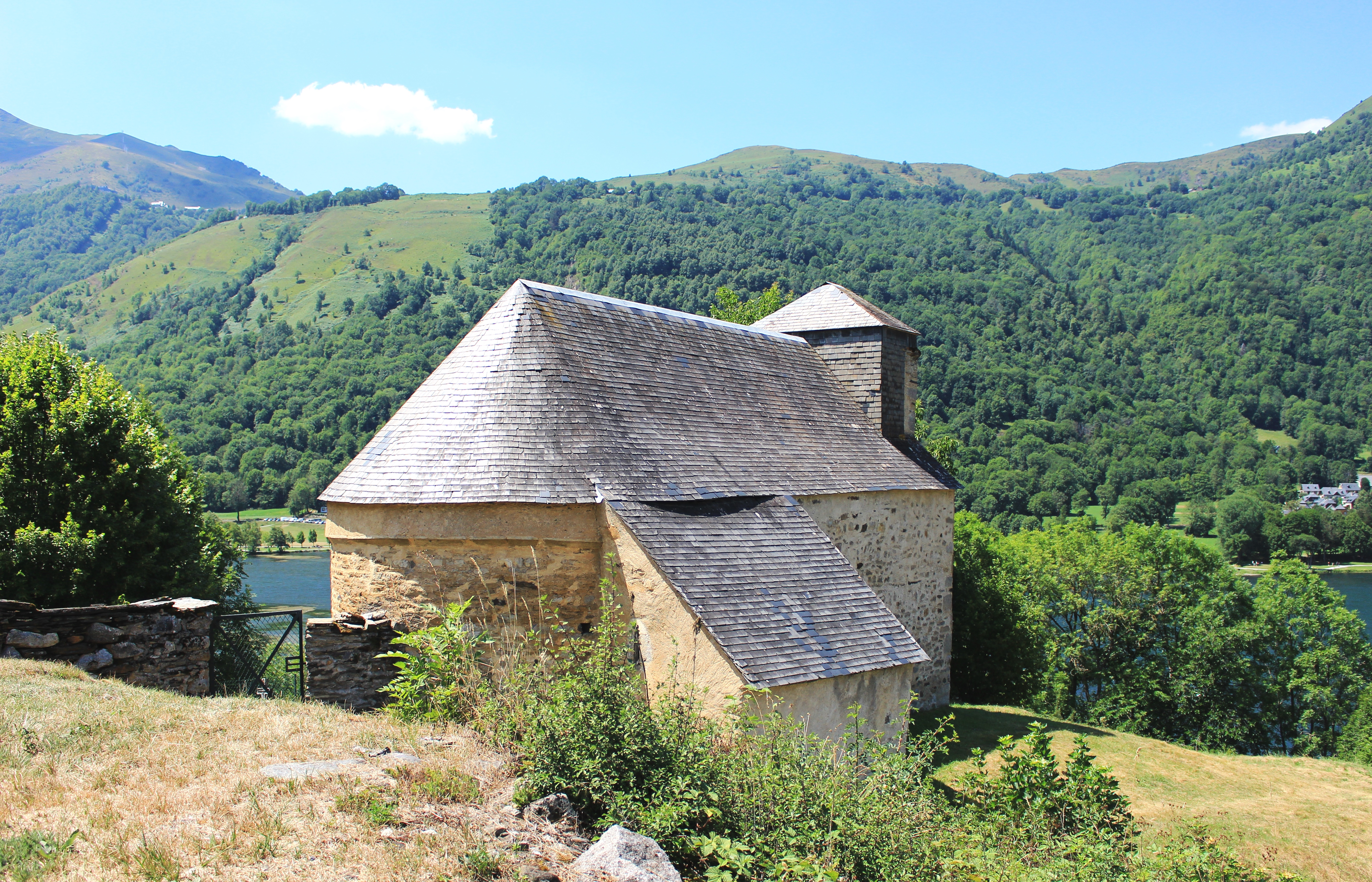